# Platon (Kulbusch)
Svatý Platon (světským jménem: Paul Kulbusch; 25. července 1869, Pootsi – 14. ledna 1919, Tartu) byl estonský duchovní Ruské pravoslavné církve, biskup revelský a mučedník.

## Život
Narodil se 25. července 1869 ve vesnici Pootsi jako syn psalomščika a učitele Petra Kulbusche.
Roku 1884 dokončil Rižské duchovní učiliště a roku 1890 Rižský duchovní seminář. Poté pokračoval ve studiu na Petrohradské duchovní akademii.
Dne 5. prosince 1894 se oženil s Naděždou Losskou a byl rukopoložen na jereje. Stal se představeným estonské farnosti v Petrohradu, která vznikla 31. prosince 1894. Zpočátku se bohoslužby konaly v podzemí chrámu Vzkříšení Krista a archanděla Michaela v Malé Kolomně.
Byl členem společnosti pro šíření náboženské a mravní výchovy v duchu pravoslavné církve.
Dne 21. října 1898 založil estonskou dvoutřídní církevní farní školu a stal se jejím ředitelem.
Dne 29. listopadu 1898 bylo v Petrohradu z jeho iniciativy otevřeno estonského Bratrstvo svatého mučedníka Isidora Jurjevského.
Stal se blagočinným estonských pravoslavných farností Petrohradu a roku 1900 mu bylo uděleno právo nosit kamilaukion. Roku 1903 mu byl udělen náprsní kříž a o rok později se stal členem eparchiální komise pravoslavné misijní společnosti.
Byl iniciátorem stavby a představeným chrámu svatého Isidora Jurjevského.
Během dvanácti let jeho služby vzniklo sedm estonských farností.
Roku 1905 byl povýšen na protojereje. Od roku 1908 působil jako učitel Zákona Božího (katechismus) ženského gymnázia a jako vedoucí eparchiálního obchodu se svíčkami.
Roku 1917 mu bylo uděleno právo nosit epigonation a stejného roku se také rozvedl. Jeho syn Georgij byl v září 1937 zastřelen.
Účastnil se Místního soboru Ruské pravoslavné církve v letech 1917–1918.
Dne 8. srpna 1917 se v Jurjevu konala rada rižské eparchie, na které bylo rozhodnuto o vytvoření revelského vikariátu, do kterého vešly všechny estonské farnosti. Biskupem byl zvolen protojerej Paul. Tuto volbu schválil také patriarcha moskevský Tichon.
Byl postřižen na monacha se jménem Platon a zároveň byl povýšen na archimandritu.
Dne 31. prosince 1917 proběhla v chrámu svatého Alexandra Něvského v Tallinnu jeho biskupská chirotonie. Světiteli byli metropolita petrohradský a gdovský Veniamin (Kazanskij) a biskup lužský Artemij (Iljinskij).
Aktivně se podílel na obnově církevního života eparchie. V těžkých podmínkách války a německé okupace navštívil většinu svých farností v Estonsku a Lotyšsku.
Dne 22. prosince 1918 obsadili Tartu bolševici. Dne 2. ledna 1919 byl biskup Platon zatčen a uvězněn v prostorách banky. Vězni zde byli drženi ve velmi těžkých podmínkách. Biskup Platon, který se ještě zcela nevyléčil ze španělské chřipky, byl vystaven zvláštní šikaně a ponižování.
V noci z 14. na 15. ledna 1919 dobyla město Tartu zpět estonská armáda. Bolševici odvedli 20 vězňů do suterénu a zde je zastřelili. Mezi zastřelenými vězni byl také biskup Platon či kněží Mihhail Bleive a Nikolajem Stefanovičem Bežanický. Těla některých zabitých byla zohavena k nepoznání. Tělo biskupa Platona neslo stopy po probodnutí bajonety a čtyřech střelných ranách.
Dne 9. února 1919 byl pohřben v severní lodi chrámu Proměnění Páně v Revelu.

## Kanonizace
Roku 1922 byl na jeho památku založen Řád biskupa Platona, který uděluje Estonská apoštolská pravoslavná církev.
Jméno biskupa bylo zahrnuto do návrhu seznamu sboru novomučedníků a vyznavačů ruských, který připravila Ruská pravoslavná církev v zahraničí při příležitosti svatořečení.
Dne 20. srpna 2000 ho Ruská pravoslavná církev svatořečila jako mučedníka a byl zařazen mezi Sbor všech novomučedníků a vyznavačů ruských.
V říjnu 2000 byl biskup Platon znovu svatořečen Svatým synodem Konstantinopolského patriarchátu. Moskevský patriarchát tento akt považoval za urážku.
Jeho svátek je připomínán 14. ledna (1. ledna – juliánský kalendář).